# Rząd (biologia)

Schematyczne przedstawienie podstawowych jednostek używanych w klasyfikacji biologicznej. Kolejno od góry: życie, domena, królestwo, typ (w zoologii) lub gromada (w botanice), gromada (w zoologii) lub klasa (w botanice), rząd, rodzina, rodzaj i gatunek

Rząd  (łac. ordo) – jedna z podstawowych kategorii systematycznych stosowanych w systematyce organizmów, niższa od gromady (classis w zoologii) lub klasy (classis w botanice), a wyższa od rodziny (familia). Termin ordo został wprowadzony przez Karola Linneusza jako jedna z pięciu podstawowych kategorii w hierarchicznym systemie klasyfikacji biologicznej. Kategoriami pomocniczymi dla rzędu są nadrząd (superordo), podrząd (subordo) i infrarząd (infraordo), a w literaturze anglojęzycznej stosowane są jeszcze czasem parvorder (niższa od infrarzędu), magnorder (wyższa od nadrzędu), grandorder i mirorder (między rzędem a nadrzędem).

## Nomenklatura
W nomenklaturze naukowej taksony roślin mające rangę rzędu otrzymują końcówkę -ales, natomiast nazwy zoologiczne nie mają jednej ustalonej końcówki. Często stosowaną w zoologii końcówką jest -(i)formes nawiązująca do kształtu ciała typu nomenklatorycznego. Polskim odpowiednikiem jest końcówka -kształtne.
Nazwy polskie rzędów zapisuje się pismem prostym i małą literą. Nazwy naukowe rzędów w zoologii nie są wyróżniane kursywą (italiką). W botanice i mykologii zgodnie z Kodeksem Nomenklatury Botanicznej stosuje się zwyczajowo zapis nazwy naukowej kursywą.

## Pozycja taksonomiczna
Rząd obejmuje blisko spokrewnione rodziny. Jego pozycja w układzie hierarchicznym (z uwzględnieniem kategorii pomocniczych) wygląda następująco:
- gromada lub klasa (i odpowiednie dla nich kategorie pomocnicze),
- łac. magnordo, ang. magnorder,
- łac. grandordo, ang. grandorder,
- łac. mirordo, ang. mirorder,
- nadrząd (łac. superordo, ang. superorder),
- rząd (łac. ordo, ang. order),
- podrząd (łac. subordo, ang. suborder),
- infrarząd (łac. infraordo, ang. infraorder),
- parworząd[5] (łac. parvordo, ang. parvorder),
- rodzina (i odpowiednie kategorie pomocnicze).